# لدیانایا
لدیانایا (روسی: Ледяная) یک رشته‌کوه در سرزمین کامچاتکای کشور روسیه است.